# تركي المطيري
تركي فهد المطيري (مواليد 31 مايو 2001) ، لاعب جناح كرة قدم سعودي يلعب في نادي الحزم.

## الحياة الشخصية
ولد في الكويت من والد سعودي وأم كويتية .

## مسيرة اللاعب
بدأ مع نادي الكويت في الفئات السنية وانتقل نادي الهلال في الفئات السنية في عام 2014 وتم ضمه لقائة الفريق الأول في دوري أبطال آسيا 2020. و أعير إلى نادي الخلود مطلع عام 2022 و أعير إلى نادي التعاون في صيف 2022 وانتقل إلى نادي الحزم في صيف عام 2023 وأعير إلى نادي العروبة مطلع عام 2024.

## روابط خارجية
- تركي المطيري على موقع قاعدة بيانات كرة القدم.إي يو (الإنجليزية)
- تركي المطيري على موقع Soccerway.com (الإنجليزية)
- تركي المطيري على موقع كووورة